# New Hempstead
New Hempstead és una població dels Estats Units a l'estat de Nova York. Segons el cens del 2000 tenia 4.767 habitants.

## Demografia
Segons el cens del 2000, New Hempstead tenia 4.767 habitants, 1.282 habitatges, i 1.160 famílies. La densitat de població era de 648,1 habitants/km².
Dels 1.282 habitatges en un 48,6% hi vivien nens de menys de 18 anys, en un 81% hi vivien parelles casades, en un 6,6% dones solteres, i en un 9,5% no eren unitats familiars. En el 7,4% dels habitatges hi vivien persones soles el 2,9% de les quals corresponia a persones de 65 anys o més que vivien soles. El nombre mitjà de persones vivint en cada habitatge era de 3,69 i el nombre mitjà de persones que vivien en cada família era de 3,88.
Per edats la població es repartia de la següent manera: un 35,7% tenia menys de 18 anys, un 6,2% entre 18 i 24, un 26,9% entre 25 i 44, un 23,2% de 45 a 60 i un 8% 65 anys o més.
L'edat mediana era de 34 anys. Per cada 100 dones de 18 o més anys hi havia 99 homes.
La renda mediana per habitatge era de 95.472 $ i la renda mediana per família de 100.127 $. Els homes tenien una renda mediana de 64.013 $ mentre que les dones 44.028 $. La renda per capita de la població era de 32.917 $. Entorn de l'1,2% de les famílies i el 4,2% de la població estaven per davall del llindar de pobresa.